# クラウジウスの定理
クラウジウスの定理 (クラウジウスのていり, Clausius theorem) は、熱機関やヒートポンプのように外部の熱浴と熱を交換する系が循環過程を経て系が最終的にもとの状態に戻る際に、{\displaystyle \delta Q} を系が熱浴から吸収した熱量、{\displaystyle T_{\mathrm {surr} }} を各瞬間での周囲の熱浴温度として、不等式
{\displaystyle \oint {\frac {\delta Q}{T_{\mathrm {surr} }}}\leq 0,}
が成立することを述べる定理である。異なる温度を持つ複数の熱浴 {\displaystyle \left(T_{1},T_{2},\cdots T_{n}\right)} がある場合には、クラウジウスの不等式は次のように書ける。
{\displaystyle \oint \left({\frac {\delta Q_{1}}{T_{1}}}+{\frac {\delta Q_{2}}{T_{2}}}+\cdots +{\frac {\delta Q_{n}}{T_{n}}}\right)\leq 0.}
特に可逆過程の場合、クラウジウスの不等号において等号が成立する。可逆過程は現在エントロピーとして知られる状態量の概念が導入される際に用いられた。これは循環過程においては状態量の変化はゼロに等しいためである。言い換えると、クラウジウスの定理は冷たい熱浴から熱い熱浴に熱を運ぶという機能だけを実行するような機関を構成することは不可能であることを主張している。あるいは同じことだが、熱は熱い物体から冷たい物体へ自発的に流れ、その逆は起こらない。
エントロピー S の無限小の変化に関する一般化された「クラウジウスの不等式」
{\displaystyle dS_{\mathrm {Sys} }\geq {\frac {\delta Q}{T_{\mathrm {surr} }}}}
は、循環過程だけでなく閉じた系のどのような過程に関しても成立する。

## 歴史
クラウジウスの定理は熱力学第二法則の数学的な説明となっている。この定理は熱力学的な系における熱流と系と外界のエントロピーとの関係を説明しようと試みていたルドルフ・クラウジウスによるものである。クラウジウスはこの定理をエントロピーとは何かを説明し、それを定量的に定義しようとする中でこの定理に到達した。より直接的には、この定理により循環過程が可逆かそうでないかを決定することができる。クラウジウスの定理は第二法則の定量的な定式化を与えている。
クラウジウスはエントロピーという概念に関する研究を行った最初期の研究者のひとりであり、エントロピーという命名にも携わった。現在クラウジウスの定理として知られる定理は、1862年にクラウジウスの六番目の紀要「内部仕事への変換の透過性に関する定理の応用について」において記述されたものである。クラウジウスは系に熱流 (δQ) として流入するエネルギーとエントロピーの比例関係を示すことを試みた。このような系においては、この熱エネルギーは仕事へと変換され、仕事は循環過程の間に熱へと戻される。クラウジウスは「循環過程において発生するすべての変換の代数和はゼロより小さいか、最善でもゼロに等しくなければならない」と述べている。言い換えると、δQ を熱によるエネルギー流入、T をエネルギーを吸収する際の物体の絶対温度とすると、どのような可逆な循環過程においてであれ、等式
{\displaystyle \oint {\frac {\delta Q}{T}}=0}
が成立しなければならないことをクラウジウスは見出したのである。彼はその後さらに研究を推し進め、可逆か不可逆かを問わずすべての可能な循環過程で次の不等式が成立することを示した。これが「クラウジウスの不等式」である。
{\displaystyle \oint {\frac {\delta Q}{T_{\mathrm {surr} }}}\leq 0}
この段階でクラウジウスの不等式とエントロピーの関係についてより詳しく見ておく必要がある。循環過程の間での系のエントロピー S の増分は
{\displaystyle \Delta S{=}\oint {\frac {\delta Q}{T}}}
と定義される。
熱力学第二法則において述べられているように、エントロピーは熱力学的状態量である。その値は系が現在ある状態だけにより定まり、系が現在の状態に至るまでにどのような経路を通ってきたかには依存しない。この点で、過去の経路に応じて異なる値を取り得る熱 (δQ) や仕事 (δW) として加えられたエネルギーとエントロピーは対比される。それ故に、循環過程において、それが可逆か不可逆かを問わず、系のエントロピーは過程の最初と最後で等しい。
{\displaystyle \Delta S=0}
不可逆な循環過程の場合、エントロピーは系の内部で生成されるため、系がもとの状態に戻るためには系に加えられたエントロピー ({\displaystyle \Delta S_{\mathrm {surr} }>0}) より多くのエントロピーが系から引き抜かれる必要がある。可逆過程ではエントロピーが生成されないため、系に加えられたエントロピーと引き抜かれたエントロピーはちょうど等しい。
熱として系に流入したエネルギー量や系の温度を過程に際して測定し続けることができたと仮定しよう。このときクラウジウスの不等式は、その中の積分を実際に評価することができ、問題の過程が可逆か不可逆かを決定するためにこの不等式を用いることができる。

## 証明
クラウジウスの不等式において被積分関数の分母として現れる温度は、系が熱を交換している外部の熱浴の温度であることに注意する。過程の各瞬間において、系は熱浴と熱的接触をしているものとする。
熱力学第二法則により、系と熱浴との間での微小な熱の交換に際して、全系のエントロピーの実効的な変化は {\displaystyle dS_{\mathrm {Total} }=dS_{\mathrm {Sys} }+dS_{\mathrm {Res} }\geq 0} を満足する.
系が熱 {\displaystyle \delta Q_{1}}({\displaystyle \geq 0}) を受け取っている場合、{\displaystyle dS_{\mathrm {Total} ,1}} は正であり, 熱い熱浴の温度 {\displaystyle T_{\mathrm {Hot} }} はその瞬間の系の温度をわずかなりとも上回っている必要がある。そのときの系の温度を {\displaystyle T_{1}} とすると {\displaystyle dS_{\mathrm {Sys} ,{1}}={\frac {\delta Q_{1}}{T_{1}}}} であり、{\displaystyle T_{\mathrm {Hot} }\geq T_{1}} であることから
{\displaystyle -dS_{\mathrm {Res} ,{1}}={\frac {\delta Q_{1}}{T_{\mathrm {Hot} }}}\leq {\frac {\delta Q_{1}}{T_{1}}}=dS_{\mathrm {Sys} ,{1}}}
を得る。このことは、熱浴のエントロピー損失の大きさ {\displaystyle |dS_{\mathrm {Res} ,{1}}|={\frac {\delta Q_{1}}{T_{\mathrm {Hot} }}}} は系が得たエントロピーの大きさ {\displaystyle dS_{\mathrm {Sys} ,{1}}}({\displaystyle \geq 0}) より小さいということを意味する。
同様に、系が温度 {\displaystyle T_{2}} にあるとき、温度 {\displaystyle T_{\mathrm {Cold} }\leq T_{2}} の冷たい熱浴に熱 {\displaystyle -\delta Q_{2}} を渡す（ここで {\displaystyle \delta Q_{2}\leq 0} とする）。従って、熱力学第二法則により、まったく同様の議論から
{\displaystyle -dS_{\mathrm {Res} ,{2}}={\frac {\delta Q_{2}}{T_{\mathrm {Cold} }}}\leq {\frac {\delta Q_{2}}{T_{2}}}=dS_{\mathrm {Sys} ,{2}}}
が結論される。ここに系によって「吸収された」熱量は {\displaystyle \delta Q_{2}}（これはゼロまたは負の値である）であり、系から熱浴に熱が移動している。従って {\displaystyle dS_{Sys_{2}}\leq 0} が成り立つ. 熱浴が得たエントロピーの大きさ {\displaystyle dS_{\mathrm {Res} ,{2}}={\frac {|\delta Q_{2}|}{T_{\mathrm {Cold} }}}} は系が失ったエントロピーの大きさ {\displaystyle |dS_{\mathrm {Sys} ,{2}}|} よりも大きい。
系のエントロピーの全変化は循環過程ではゼロに等しかったことから、熱浴との無限小の熱交換（前述のふたつの不等式）を過程のすべての段階に渡って足し上げると、各瞬間での熱浴の温度を {\displaystyle T_{\mathrm {surr} }} と書くとき
{\displaystyle -\oint dS_{\mathrm {Res} }=\oint {\frac {\delta Q}{T_{\mathrm {surr} }}}\leq \oint dS_{\mathrm {Sys} }=0}
という不等式が得られる。特に
{\displaystyle \oint {\frac {\delta Q}{T_{\mathrm {surr} }}}\leq 0}
が成り立つことから、クラウジウスの定理が示された。
以上の議論は次のように要約できる（三番目の不等式はここでの議論の前提であった熱力学第二法則によって保証されるものである）。
{\displaystyle \oint dS_{\mathrm {Res} }\geq 0}
{\displaystyle \oint dS_{\mathrm {Sys} }=0} (仮定による)
{\displaystyle \oint dS_{\mathrm {Total} }=\oint dS_{\mathrm {Res} }+\oint dS_{\mathrm {Sys} }\geq 0}
可逆な循環過程に限ると、熱輸送の各段階でエントロピー生成がないために、等式
{\displaystyle \oint {\frac {\delta Q_{\mathrm {rev} }}{T}}=0}
が成立する。それ故にクラウジウスの不等式は熱交換の各段階に対して熱力学第二法則を適用することに得られる帰結であり、第二法則それ自体よりもより弱い主張にすぎない。

## 発展資料
- Morton, A. S., and P.J. Beckett. Basic Thermodynamics. New York: Philosophical Library Inc., 1969. Print.
- Saad, Michel A. Thermodynamics for Engineers. Englewood Cliffs: Prentice-Hall, 1966. Print.
- Hsieh, Jui Sheng. Principles of Thermodynamics. Washington, D.C.: Scripta Book Company, 1975. Print.
- Zemansky, Mark W. Heat and Thermodynamics. 4th ed. New York: McGwaw-Hill Book Company, 1957. Print.
- Clausius, Rudolf. The Mechanical Theory of Heat. London: Taylor and Francis, 1867. eBook